# Pokaniewo-Kolonia
Pokaniewo-Kolonia [pɔkaˈɲevɔ kɔˈlɔɲa] est un village polonais de la gmina de Milejczyce dans le powiat de Siemiatycze et dans la voïvodie de Podlachie. Il se situe à environ 16 kilomètres au nord-est de Siemiatycze et à 68 kilomètres au sud de Białystok. 
Le village compte approximativement 180 habitants.